# Музичка слагалица
Muzicka slagalica (srpski:Музичка слагалица) je kviz koji je uključivao muziku, a naslednik joj je TV Slagalica